# Marius Coste
 (juillet 2025).
Motif : Notoriété non démontrée par des sources secondaires de qualité / name dropping
- Archive Wikiwix
- Bing
- Cairn
- DuckDuckGo
- E. Universalis
- Gallica
- Google
- G. Books
- G. News
- G. Scholar
- Persée
- Qwant
- (zh) Baidu
- (ru) Yandex
- (wd) trouver des œuvres sur Wikidata

| 1. | Préciser le motif de la pose du bandeau. | Précisez le motif de la pose du bandeau en utilisant la syntaxe suivante : {{admissibilité à vérifier\|date=juillet 2025\|motif=remplacez ce texte par le motif}}                 |
| 2. | Informer les utilisateurs concernés.     | Pensez à avertir le créateur de l'article, par exemple, en insérant le code ci-dessous sur sa page de discussion : {{subst:avertissement admissibilité à vérifier\|Marius Coste}} |

 (mai 2023).
Si vous disposez d'ouvrages ou d'articles de référence ou si vous connaissez des sites web de qualité traitant du thème abordé ici, merci de compléter l'article en donnant les références utiles à sa vérifiabilité et en les liant à la section « Notes et références ».
Pour les articles homonymes, voir Coste.
Marius Coste est un chef d'orchestre de variétés françaises et d'opérette ayant notamment collaboré avec Bourvil ou encore Édith Piaf. Le 5 janvier 1949, il orchestre Maître Pierre qui est chantée par Georges Guétary. Il est décédé en 1960.

## Sources
- (BNF 13892780)